# Simokerto (plaats)
Simokerto is een bestuurslaag in het regentschap Soerabaja van de provincie Oost-Java, Indonesië. Simokerto telt 18.210 inwoners (volkstelling 2010).